# 拓撲維數
拓撲空間 {\displaystyle X} 的拓撲維數是 n ，若且唯若 n 是最小的整數使得以下陳述成立：
對於 {\displaystyle X} 任意的一個有限開覆蓋{\displaystyle A}，都存在另一個有限開覆蓋{\displaystyle B}，使得 {\displaystyle B}是{\displaystyle A}的精細，且{\displaystyle X}內的每個點都只屬於至多 n+1 個{\displaystyle B}的元素。
拓撲維數又稱勒貝格維數。
圖象化來解釋：
|  |  |